# Wolfgang Abendroth
Wolfgang Abendroth (Elberfeld, 2 de maig de 1906 - Frankfurt del Main, 15 de setembre de 1985) va ser un jurista i politòleg alemany. Va contribuir de manera notable en la creació dels fonaments constitucionals d'Alemanya Occidental de postguerra.
Els seus pares van ser Alfred Abendroth, professor de secundària i militant del Partit Socialdemòcrata d'Alemanya (SPD), i Anada Dambach. Va fer els seus estudis de dret i economia (Volkswirtschaftslehre) a les Universitats de Tubinga, Münster i Fráncfort del Main. Des de jove va militar en diverses organitzacions polítiques d'esquerra, ingressant el novembre de 1920 a la Lliga dels Joves Comunistes d'Alemanya, passant després a militar al Partit Comunista d'Alemanya (KPD). Amb la divisió del KPD, va militar al Partit Comunista d'Alemanya-Oposició el 1928. Va acabar els seus estudis a la Universitat de Berna on va ser promogut a doctor en Dret. De tornada a l'Alemanya nazi, va treballar en un banc berlinès i va mantenir relacions amb el moviment d'oposició a Hitler, per la qual cosa va ser detingut a l'abril de 1937. Quatre anys després va ser incorporat a un batalló de càstig i enviat a combatre a Grècia on va ser fet presoner per l'exèrcit britànic. Va ser alliberat el 1946 i va tornar a la zona alemanya d'ocupació soviètica. Es va casar el 1947 amb Lisa Hörmeyer, tenint 3 fills.
Va ser professor de lleis durant un curt temps a Alemanya Oriental, però com que s'oposava a l'estalinisme, va emigrar a Alemanya Occidental, on va ser nomenat professor de ciència política a Marburg el 1950. Des de 1946 va militar en el Partit Socialdemòcrata d'Alemanya. També va exercir el càrrec de jutge a la cort estatal d'Hesse. A finals de la dècada de 1950, a la Universitat de Margurg, Abendroth va supervisar l'habilitació en ciència política del filòsof alemany Jürgen Habermas, qui li va dedicar el seu treball d'habilitació, "La transformació estructural de l'esfera pública" .
Es va oposar al gir a la dreta de l'SPD durant el congrés extraordinari de Bad Godesberg de 1959 i finalment va ser expulsat de l'SPD el 1961 al costat d'altres militants de l'ala esquerra de la socialdemocràcia. Durant les dècades de 1960 i 1970 va donar suport als diversos moviments estudiantils de l'Alemanya Federal.

## Obres
- Abendroth, Wolfgang. Historia Social del Movimiento Obrero Europeo.  Barcelona: Estela, 1970.
- Holz, Hans Heinz. Conversaciones con Lukács. Recopilación y prólogo de Theo Pinkus.  Madrid: Alianza, 1971.
- Abendroth, Wolfgang. Introducción a la Ciencia Política.  Barcelona: Anagrama, 1971.
- Abendroth, Wolfgang. Sociedad Antagónica y Democracia Política: Ensayos sobre Sociología Política. Traducció: Manuel Sacristán.  Barcelona: Grijalbo, 1973.
- Abendroth, Wolfgang «Consideraciones sobre la estructura social de la República Federal Alemana». Capital Monopolista y Sociedad Autoritaria. La involución autoritaria en la R.F.A. Fontanella [Barcelona], 1973.
- Abendroth, Wolfgang «El Estado de Derecho Democrático y Social como Proyecto Político». El Estado Social. Centro de Estudios Constitucionales [Madrid], 1986.